# Borgo Libertà
Borgo Libertà is een plaats (frazione) in de Italiaanse gemeente Cerignola.